# Centrolene huilensis
Centrolene huilensis es una especie de anfibio anuro de la familia de las ranas de cristal (Centrolenidae). Esta rana solo se ha encontrado en el departamento de Huila en Colombia y en la provincia de Napo en Ecuador entre los 1980 y los 2190 metros de altitud. Habita junto a arroyos en bosques de montaña. Pone sus huevos en hojas junto a los arroyos, y cuando eclosionan los renacuajos caen al agua donde se desarrollarán.
Tiene un área de distribución conocida muy reducida y se cree que sus poblaciones están disminuyendo lo que hace que se considere en peligro de extinción. Las principal amenaza de esta especie es la deforestación y degradación de los bosques que habita.